# 社会的相互作用
社会的相互作用（しゃかいてきそうごさよう）または社会的インタラクション（英: Social interaction）、対人的相互反応とは、個人（やグループ）間の動的に変化する一連の社会的行為であり、その個人は相互作用のパートナーの行為への反応として自らの行為を変化させる。すなわち社会的相互作用とは、人々が状況に意味を持たせ、他者が意味しているものを解釈し、それに応じて反応する事象である。
社会的相互作用は次のように分類可能である：
突発的（社会的接触）
計画的でなく、繰り返されないことが多い。
例えば、見知らぬ人に道を尋ねたり、店員にある商品があるか尋ねたりする行為。
反復的
計画的でなく、間隔を置いて繰り返し発生する。
例えば、近所を歩いていて、隣家の住人とばったり出会うことなど。
通常的
計画的でないが非常に典型的で、それが起きないと「何故そうならないのだろう」という疑問が生じる。
例えば、職場の入り口で警備員に会うことや、同じレストランで夕食をとることなど。
規定的
計画的であり、習慣や法律で規定されていて、それが起きないと（通常的なものと同様の）疑問が必ず生じる。
社会学的階層において、社会的相互作用は行動・行為・社会的行動・社会的行為などの上位にあり、より上位の概念として社会的関係がある。すなわち、社会的相互作用は社会的行為群から構成され、社会的関係の基盤となっている。

## 診断基準において
自閉症スペクトラム障害 (ASD)
DSM-5の診断基準では、「社会的相互作用の欠陥」と「限定された興味」が挙げられる。